# 喬治·蓋洛普
喬治·賀拉斯·蓋洛普（英語：George Horace Gallup，1901年11月18日—1984年7月26日），是美國科學民調的先驅，運用統計學原理進行民調，成立蓋洛普民意調查，屬於抽樣調查方法的創始人。

## 個人生涯

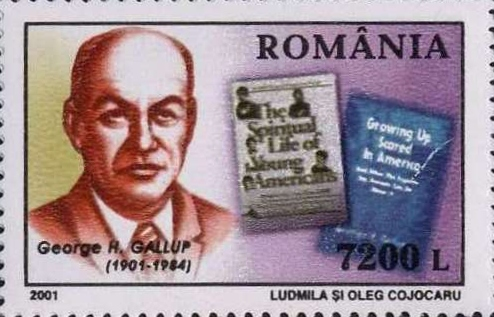
喬治·蓋格普於2001年的羅馬利亞郵票

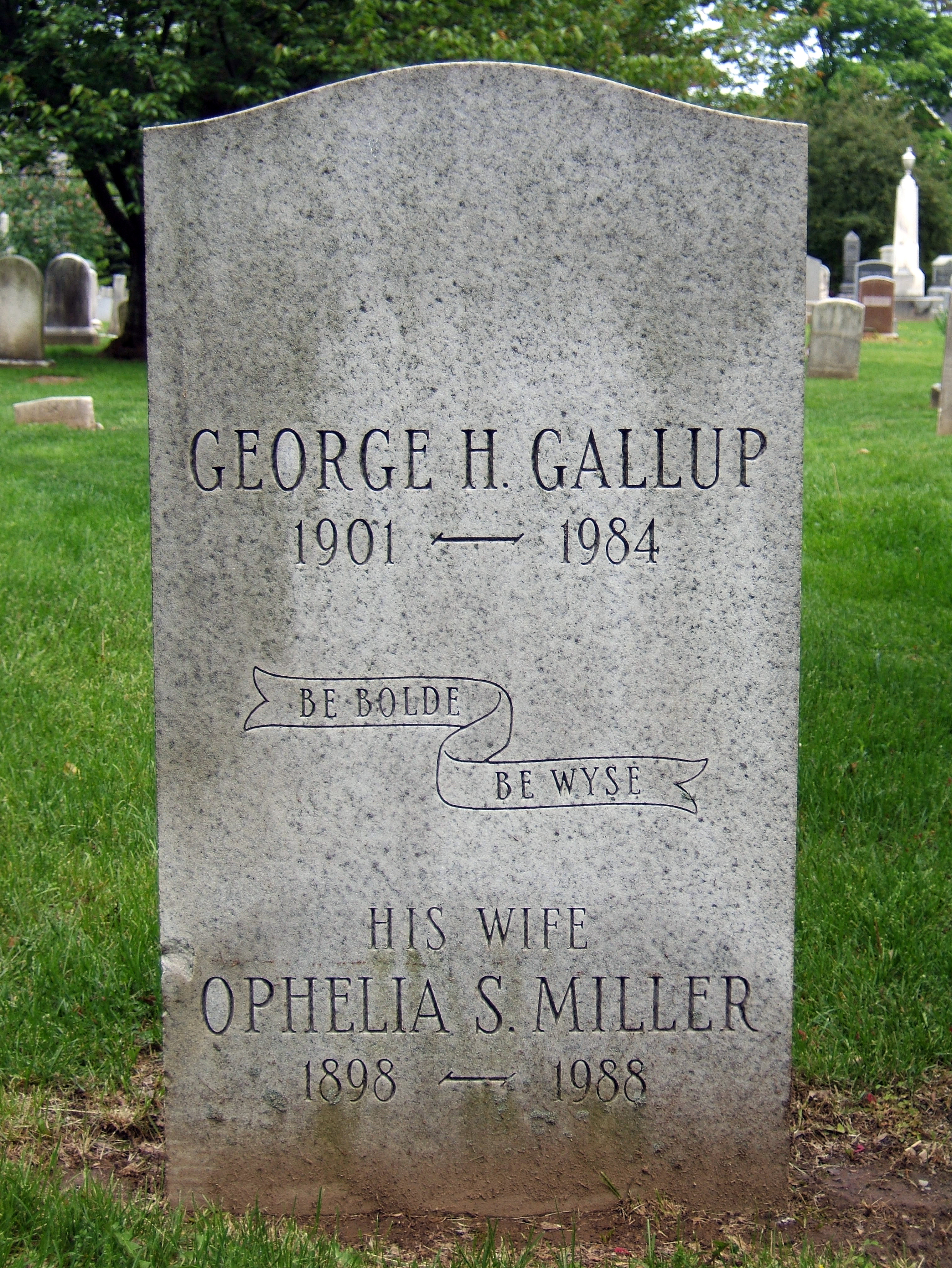
普林斯頓墓園的墳墓

蓋洛普出生在美国愛荷華州傑弗遜市。其父親喬治·亨利·蓋洛普是位奶農。年輕時的蓋洛普（別名Ted）透過運送牛奶賺取薪水，並於高中時期成立報紙，亦熱愛足球。他就讀於爱荷华大学，既是足球選手、SAE兄弟會、大學校園獨立報《每日愛荷華（The Daily Iowan）》的編輯。他於1923年取得文學士學位，1925年取得文學士碩士，1928年取得博士。
他其後搬遷至狄蒙，於德雷克大學新聞系任職系主任，直至1931年。那年他移至伊利諾州的埃文斯頓，於西北大學新聞及廣告系任職教授。隔年他移至紐約市，加入揚雅（Young & Rubicam）廣告公司任職研究總監（其後於1937年至1947年任職副總裁）。1935年，他短暫擔任哥倫比亞大學新聞系教授，但隨即成立自己的民調公司，美國公共意見研究所（American Institute of Public Opinion，蓋洛普的前身）。
蓋洛普常被譽為民調的創始者。1932年，蓋洛普為他的岳母米勒（Ola Babcock Miller）進行民調。米勒當時正在競逐愛阿華州州長。隨著民主黨那年壓倒性的大勝，米勒當選州長，令蓋洛普對政治的興趣更進一步。
1936年美國總統選舉，蓋洛普研究機構僅僅訪問了50,000名受訪者就正確預測富蘭克林·羅斯福會擊敗阿爾夫·蘭登當選，蓋洛普從此聲名大噪。與之相反是此前備受推崇的《文學文摘（The Literary Digest）》民調，根據230萬份問卷而預測阿爾夫·蘭登會當選。蓋洛普訪問更少的隨機樣本，不單正確預測選舉結果，更正確預測《文學文摘》的預測結果會錯誤。
20年後，蓋洛普機構卻遭滑鐵盧，該機構對於1948年美國總統選舉預測湯瑪斯·杜威會以5-15%擊敗哈瑞·S·杜魯門當選，但結果大幅失準，蓋洛普將此錯誤歸咎為民調於大選前三星期已經停止的緣故。
1947年，他創立蓋洛普國際協會（Gallup International Association），是國際性民調機構。
1948年，他與羅賓遜（Claude E. Robinson）成立蓋洛普和羅賓遜（Gallup and Robinson）廣告研究公司。
1958年，蓋洛普重組旗下民調機構成立蓋洛普公司。
蓋洛普因為心臟病於1984年，在其位於瑞士伯恩高地的避暑山莊逝世，葬於普林斯頓墓園。他的妻子於1988年逝世，其作家兒子喬治·蓋洛普 Jr，於2011年逝世。

## 另見
- 輿論調查
- 蓋洛普

## 傳記
- Cantril, Hadley. Gauging Public Opinion (1944)
- Cantril, Hadley and Mildred Strunk, eds. （页面存档备份，存于）Public Opinion, 1935–1946 (1951)（页面存档备份，存于）, massive compilation of many public opinion polls from US, UK, Canada, Australia, and elsewhere.
- Converse, Jean M.  Survey Research in the United States: Roots and Emergence 1890–1960 (1987), the standard history
- Doktorov, Boris Z. "George Gallup: Biography and Destiny." Moscow: (2011)
- Foley, Ryan J., Gallup Papers Give Glimpse into US Polling History, Associated Press (2012)（页面存档备份，存于）
- Gallup, George. Public Opinion in a Democracy (1939)
- Gallup, Alec M. ed. The Gallup Poll Cumulative Index: Public Opinion, 1935–1997 (1999) lists 10,000+ questions, but no results
- Gallup, George Horace, ed. The Gallup Poll; Public Opinion, 1935–1971  3 vol (1972)  summarizes results of each poll.
- Hawbaker, Becky Wilson. "Taking 'the Pulse of Democracy': George Gallup, Iowa, and the Origin of the Gallup Poll." The Palimpsest 74(3) 98–118. Description of Gallup's Iowa years and their impact on his development.
- Lavrakas, Paul J. et al. eds. （页面存档备份，存于）Presidential Polls and the News Media (1995)（页面存档备份，存于）
- Moore, David W. The Superpollsters: How They Measure and Manipulate Public Opinion in America (1995)（页面存档备份，存于）
- Ohmer, Susan. . Columbia University Press. 2006. ISBN 978-0-231-12133-0.
- Rogers,  Lindsay. The Pollsters: Public Opinion, Politics, and Democratic Leadership (1949)
- Traugott, Michael W. The Voter's Guide to Election Polls（页面存档备份，存于）（页面存档备份，存于）  3rd ed. (2004)
- Young, Michael L. Dictionary of Polling: The Language of Contemporary Opinion Research (1992)（页面存档备份，存于）

## 外部連結
- The Gallup Legacy, from Gallup & Robinson website
- TIME profile（页面存档备份，存于） from 1948